# UFC Fight Night: Lewis vs. Daukaus
 UFC Fight Night: Lewis vs. Daukaus (conosciuto anche come UFC Fight Night 199, oppure UFC on ESPN+ 57, o anche UFC Vegas 45)  è stato un evento di arti marziali miste tenuto dalla Ultimate Fighting Championship il 20 novembre 2021 all’UFC APEX di Las Vegas, negli Stati Uniti.

## Risultati
|                  | Divisione               |                    |                 |                       | Metodo                                           | Round           | Tempo           | Premio          |
| Card Principale  | Card Principale         | Card Principale    | Card Principale | Card Principale       | Card Principale                                  | Card Principale | Card Principale | Card Principale |
| ---------------- | ----------------------- | ------------------ | --------------- | --------------------- | ------------------------------------------------ | --------------- | --------------- | --------------- |
|                  | Pesi massimi            | Derrick Lewis      | batte           | Chris Daukaus         | KO (pugni)                                       | 1               | 3:36            |                 |
|                  | Pesi welter             | Belal Muhammad     | batte           | Stephen Thompson      | Decisione unanime (30–25, 30–26, 30–26)          | 3               | 5:00            |                 |
|                  | Pesi paglia femminili   | Amanda Lemos       | batte           | Angela Hill           | Decisione non unanime (28–29, 30–27, 29–28)      | 3               | 5:00            | FOTN            |
|                  | Pesi gallo              | Ricky Simón        | batte           | Raphael Assunção      | KO (pugni)                                       | 2               | 2:14            |                 |
|                  | Pesi leggeri            | Mateusz Gamrot     | batte           | Carlos Diego Ferreira | KO tecnico (sottomissione al ginocchio al corpo) | 2               | 3:26            |                 |
|                  | Pesi piuma              | Cub Swanson        | batte           | Darren Elkins         | KO tecnico (spinning wheel kick e pugni)         | 1               | 2:12            | POTN            |
| Card Preliminare |                         |                    |                 |                       |                                                  |                 |                 |                 |
|                  | Pesi medi               | Gerald Meerschaert | batte           | Dustin Stoltzfus      | Sottomissione (rear-naked choke)                 | 3               | 2:58            |                 |
|                  | Catchweight (267 lbs)   | Justin Tafa        | batte           | Harry Hunsucker       | KO (calcio alla testa)                           | 1               | 1:53            |                 |
|                  | Catchweight (127.5 lbs) | Melissa Gatto      | batte           | Sijara Eubanks        | KO tecnico (calcio al corpo e pugni)             | 3               | 0:54            | POTN            |
|                  | Pesi piuma              | Charles Jourdain   | batte           | Andre Ewell           | Decisione unanime (30–26, 30–27, 29–27)          | 3               | 5:00            |                 |
|                  | Catchweight (148.5 lbs) | Raquel Pennington  | batte           | Macy Chiasson         | Sottomissione (guillotine choke)                 | 2               | 3:07            |                 |
|                  | Pesi massimi            | Don'Tale Mayes     | batte           | Josh Parisian         | KO tecnico (gomitate)                            | 3               | 3:26            |                 |
|                  | Pesi leggeri            | Jordan Leavitt     | batte           | Matt Sayles           | Sottomissione (triangle choke invertita)         | 2               | 2:05            |                 |

## Premi
I lottatori premiati ricevettero un bonus di 50.000 dollari.
Legenda:
- FOTN: Fight of the Night (vengono premiati entrambi gli atleti per il miglior incontro dell'evento)
- POTN: Performance of the Night (viene premiato il vincitore per la migliore performance dell'evento)